# Samsung Galaxy A22 5G
El Samsung Galaxy A22 5G es un teléfono inteligente de gama media basado en Android desarrollado y fabricado por Samsung Electronics como parte de la serie Galaxy A. El teléfono se lanzó por primera vez el 24 de junio de 2021. Viene con una configuración de cámara trasera triple y una pantalla Infinity V Display de 6,6" y una tasa de actualización de 90Hz. La batería tiene 5000 mAh, que es un 62% más grande que la batería del iPhone 13 Pro.

## Especificaciones

### Diseño
El Samsung Galaxy A22 5G tiene una pantalla Infinity-V (recorte en forma de V en la parte superior) de 6,6 pulgadas. El marco y el panel posterior del dispositivo están hechos de plástico. Hay un lector de huellas dactilares capacitivo montado en el lateral derecho y una configuración de cámara trasera triple con un flash LED paralelo a los lentes. El teléfono mide 167,2 x 76,4 x 9,0 mm y pesa 203 gramos. Está disponible en opciones de color gris, blanco, menta y violeta en la mayoría de los mercados.

### Hardware
Integra el SoC MediaTek Dimensity 700 con un proceso de construcción de 7 nm, una CPU de ocho núcleos que comprende un clúster de alto rendimiento con 2 núcleos Cortex-A76 de 2,2 Ghz y un clúster de alta eficiencia con 6 núcleos Cortex A-55 de 2,0 Ghz, GPU Mali G57-MC2 y un módem 5G integrado.
El teléfono tiene 4 GB de RAM + 64 GB de almacenamiento interno y configuraciones de 4/6/8 GB de RAM + 128 GB ROM, el almacenamiento interno se puede ampliar aún más mediante la conexión de una tarjeta microSD. El dispositivo es compatible con 5G, 4G LTE, Wi-Fi, Bluetooth y GPS/A-GPS. Hay un altavoz, un puerto USB tipo-C y un conector de audio de 3,5 mm en la parte inferior. Tiene una batería no extraíble de 5000 mAh con soporte de carga rápida de 15 W.
Tiene una pantalla LCD PLS TFT de 6,6 pulgadas con una relación de aspecto de 20:9, una resolución de 1080x2400, una densidad de píxeles de ~399 ppi y una frecuencia de actualización de 90 Hz.
Posee una configuración de cámara triple con una cámara principal de 48 MP, una cámara gran angular de 5 MP y un sensor de profundidad de 2 MP. Hay una cámara frontal de 8 MP ubicada en el rocorte en forma de V de la pantalla.

### Software
El Samsung Galaxy A22 5G se ejecuta en Android 11 y One UI Core 3.1, aunque es posible actualizarlo a Android 12 y, según la política de actualizaciones de Samsung, se podrá actualizar a Android 13.

## Lanzamiento

### India
El Samsung Galaxy A22 5G se lanzó en India el 23 de julio de 2021 con 6 u 8 GB de RAM y 128 GB de almacenamiento interno. El modelo de 6 GB cuesta ₹19999 y el modelo de 8 GB cuesta ₹21999. Sin embargo, el modelo de color blanco no está disponible.
El dispositivo tiene un modelo gemelo llamado Samsung Galaxy F42 5G con diferentes opciones de color, cámara principal de 64 MP y una configuración de cámara ligeramente diferente. Fue lanzado exclusivamente en India a través de Flipkart. Está disponible con 6 u 8 GB de RAM y 128 GB de almacenamiento interno. Las opciones de color menta, violeta y blanco no están disponibles para este modelo.

### Europa
El Samsung Galaxy A22 5G también se lanzó en algunas regiones de Europa, con 4 GB de RAM con 64 GB de almacenamiento interno o 4/6/8 GB de RAM con 128 GB de almacenamiento interno. El teléfono comienza desde 230€, con el modelo de 64 GB que cuesta 230€ y el modelo de 128 GB con 4 GB de RAM que cuesta 250€. Según los estándares europeos, el dispositivo está clasificado como un phablet por su tamaño de pantalla de 6,6 pulgadas.

## Samsung Galaxy Wide5
El Samsung Galaxy Wide5 se lanzó en Corea del Sur para el operador surcoreano SK Telecom como un modelo exclusivo de ese país. En comparación con el Galaxy A22 5G, esta variante presenta un diseño de configuración de cámara trasera ligeramente diferente, una cámara principal de 64 MP en lugar de la unidad de 48 MP y diferentes opciones de color. Tiene versiones con 6 GB de RAM y 128 GB de almacenamiento interno y está disponible en negro, blanco y azul.